# آيسبل
آيسبل (بالإنجليزية: Ayaspell)‏ هو مشروع يهدف لإنشاء قواميس حرة في اللغة العربية للتطبيقات المكتبية الحرة، ويخضع المشروع للرخص الثلاثية GPL/LGPL/MPL.

## قواميس آيسبل
يوفر مشروع آيسبل عدة قواميس هي:
- القاموس العربي للتدقيق الإملائي، والذي يعمل ضمن برنامج هانسبل المدقق الإملائي المرتبط بمشروع أوبن أوفيس.
- القاموس العربي للمترادفات، المرتبط ببرنامج الترادف المعجمي ميت MyThe لمشروع أوبن أوفيس.
- القاموس العربي للمفردات المصنفة لغوياً الخاص بالتدقيق النحوي.
- القاموس العربي الخفيف للتدقيق الإملائي للأنظمة المحمولة Embedded systems كالهواتف المحمولة وأجهزة PDA.

## البرامج المدعومة
- أوبن أوفيس
- فيرفكس
- ثندربرد
- أبيوورد
- جيديت

## الجوائز
- الجائزة الخاصة خلال الملتقى الإفريقي الثالث للبرامج الحرة (Prix spécial des troisième rencontres africaines du Logiciel Libre) [1]
- مشروع السنة حسب الجمعية المغربية لتنمية الإعلاميات الحرة (Projet Open Source de l'année (2007), Site Linux-Maroc, Association ADIL) [2]

## إضافات آيسبل
- إضافة لفيرفكس: Arabic spell-checking dictionary

## مشاريع مشابهة
- هانسبل